# Wing Luke Museum
Le Wing Luke Museum st un musée de Seattle, dans l'État de Washington, aux États-Unis.
Il est consacré à la culture, à l'art et à l'histoire des Américains d'origine asiatique et pacifique. Il est situé dans le quartier chinois de la ville, l'International District.
Fondé en 1967, le musée est affilié à la Smithsonian Institution et est le seul musée communautaire pan-asiatique et pacifique américain du pays.
Il a déménagé deux fois depuis sa création, la dernière fois dans l'East Kong Yick Building (en) en 2008.